# Lyciasalamandra
Genre
Lyciasalamandra est un genre d'urodèles de la famille des Salamandridae.

## Description
Le genre Lyciasalamandra peut être différencié de tous les autres Salamandrinae d'une part grâce au génome mitochondrial dont l'étude a permis de définir le genre en lui-même. Plus simplement, certaines différences morphologiques et anatomiques permettent de distinguer ce genre des autres genres de « vraies salamandres » :
- diffère de Chioglossa par ses poumons complètement développés (réduits chez Chioglossa), et par l'absence du mécanisme de projection de la langue ;
- se distingue à la fois des genres Salamandra et Chioglossa à la fois par une phalange supplémentaire au niveau du premier "doigt" de chaque patte, et la présence d'excroissances cutanées keratinisées qui couvrent toute la surface du dos ;
- se distingue de Mertensiella caucasica par la longueur de la queue, qui représente 80 à 90 % de la longueur du corps chez Lyciasalamandra, contre 120 à 200 % pour M. caucasica.

## Répartition
Les dix espèces de ce genre se rencontrent en Turquie de Marmaris à l'Ouest jusqu'à proximité d'Alanya à l'Est et sur les îles de Bogazic Adasi, de Tersane Adasi, de Domuz Adasi et de Kekova Adasi et en Grèce sur les îles de Kastelórizo, de Karpathos, de Saria et de Kassos.

## Liste des espèces
Selon Amphibian Species of the World (11 mars 2014) :
- Lyciasalamandra antalyana (Basoglu & Baran, 1976)
- Lyciasalamandra arikani Göçmen & Akman, 2012
- Lyciasalamandra atifi (Basoglu, 1967)
- Lyciasalamandra billae (Franzen & Klewen, 1987)
- Lyciasalamandra fazilae (Basoglu & Atatür, 1974)
- Lyciasalamandra flavimembris (Mutz & Steinfartz, 1995)
- Lyciasalamandra helverseni (Pieper, 1963)
- Lyciasalamandra irfani Göçmen, Arikan & Yalçinkaya, 2011
- Lyciasalamandra luschani (Steindachner, 1891)
- Lyciasalamandra yehudahi Göçmen & Akman, 2012

## Nomenclature et systématique
Le genre Lyciasalamandra a été décrit par Veith et Steinfartz en 2004, non pas à partir de nouvelles observations d'individus mais du fait de la nouvelle classification proposée par ces deux auteurs du genre Mertensiella : Mertensiella luschani est séparée de Mertensiella caucasica et forme l'espèce-type du genre Lyciasalamandra Veith & Steinfartz, 2004 sous le nom Lyciasalamandra luschani.
Certaines des sous-espèces de Lyciasalamandra luschani ont été élevées au rang d'espèces à part entière, sur la base de critères morphologiques comme les motifs de coloration et selon les divergences génétiques observées entre les populations,.

## Étymologie
Le nom Lyciasalamandra est formé de Lycia, du nom de l'ancienne province romaine au sud de la Turquie, et Salamandra, genre de salamandre le plus répandu en Europe occidentale. Le nom Lyciasalamandra reflète ainsi à la fois sa localisation géographique principale et l'étroite relation phylogénique avec le genre Salamandra.

## Publication originale
- Veith & Steinfartz, 2004 : When non-monophyly results in taxonomic consequencesthe case of Mertensiella within the Salamandridae (Amphibia: Urodela). Salamandra, vol. 40, p. 67-80 (texte intégral).